# Серафим Апостолов
Серафим Апостолов е български общественик и духовник от Македония.

## Биография
Хаджи Серафим Апостолов е роден в 1847 година в Теарце, тогава в Османската империя. В 1855 година учи в българското училище в съседното село Лешок. Дълги години е черковно-училищен настоятел в родното си село. В 1917 година подписва Мемоара на българи от Македония от 27 декември 1917 година.